# Alvin Ulbrickson
Alvin „Al“ Edmund Ulbrickson Jr (* 10. Oktober 1930 in Seattle; † 6. Juli 2012 ebenda) war ein US-amerikanischer Ruderer.
Bei den Olympischen Sommerspielen 1952 traten Carl Lovsted, Alvin Ulbrickson, Richard Wahlstrom, Matthew Leanderson und Steuermann Albert Rossi von der University of Washington im Vierer mit Steuermann an. Im zweiten Vorlauf siegten die Amerikaner vor den Briten und den Dänen, ihr Halbfinale gewannen sie vor den Franzosen. Das zweite Halbfinale gewann der Vierer aus der Tschechoslowakei vor den Schweizern und den Briten. Die Boote aus Frankreich, der Schweiz und dem Vereinigten Königreich erreichten als Sieger der drei Hoffnungsläufe das Finale. Im Finale siegten die Tschechoslowaken mit drei Sekunden Vorsprung vor den Schweizern, die Amerikaner erhielten mit einer halben Sekunde Rückstand auf die Schweizer die Bronzemedaille.
Alvin Ulbrickson schloss sein Studium der Körpererziehung 1952 ab. Nach seinem Militärdienst war er an der University of Washington und später bei der Handelskammer tätig.
Alvin Ulbrickson war der Sohn von Al Ulbrickson Sr., des langjährigen Trainers der Washington Huskies, dem Sportteam der University of Washington. Ulbrickson hatte vier Jahre vor der Crew um seinen Sohn bereits die Olympiasieger im Vierer mit Steuermann von 1948 trainiert.